# Curtești
Curtești is een Roemeense gemeente in het district Botoșani.
Curtești telt 4613 inwoners.